# Valamir
Valamir je bil ostrogotski kralj, ki je vladal v Panoniji od okoli leta 447 do svoje smrti leta 469, * okoli 420, † 469. 
Med svojim vladanjem se je skupaj s Huni vojskoval proti Rimskemu cesarstvu, po Atilovi smrti pa se je vojskoval proti Hunom in utrdil svojo oblast nad veliko skupino Gotov.
Valamir je bil sin Vandalarija in bratranec kralja Torismunda. Kot pomemben in zaupanja vreden Atilov vazal se je leta 447 udeležil Atilovih pohodov  po rimskih obdonavskih provincah  in poveljeval kontingentu Atilove vojske v bitki  na Katalunskih poljih. Po Atilovi smrti leta 453 je s silo in diplomacijo postal vodja velike skupine Gotov, ki jih je cesar Marcijan naselili v Panoniji. Leta 456 in 457 so sledile borbe za neodvisnost, v katerih je porazil Atilove sinove.
Leta 459 Valamirjevi Ostrogoti od Rimljanov niso prejeli običajnega letnega davka in začutili,  da Teoderik Strabon prejema več časti kot oni. Valamir in njegovi bratje so zato leta 459 napadli Ilirik. Napadi so trajali do leta 462, ko je cesar Leon  I. privolil, da bo Gotom plačeval 300 funtov zlata letno. Med napadom Skirov je tik pred bitko pri Boliji je bil Valamir vržen s konja in ubit.
Jordanes je v svoji Getici napačno interpretiral njegovo ime (v grščini Βαλαμέρ, Valamér) in ga preimenoval v Balamberja, fiktivnega kralja Hunov okoli leta 375.